# Historia de la Guardia Civil (España)

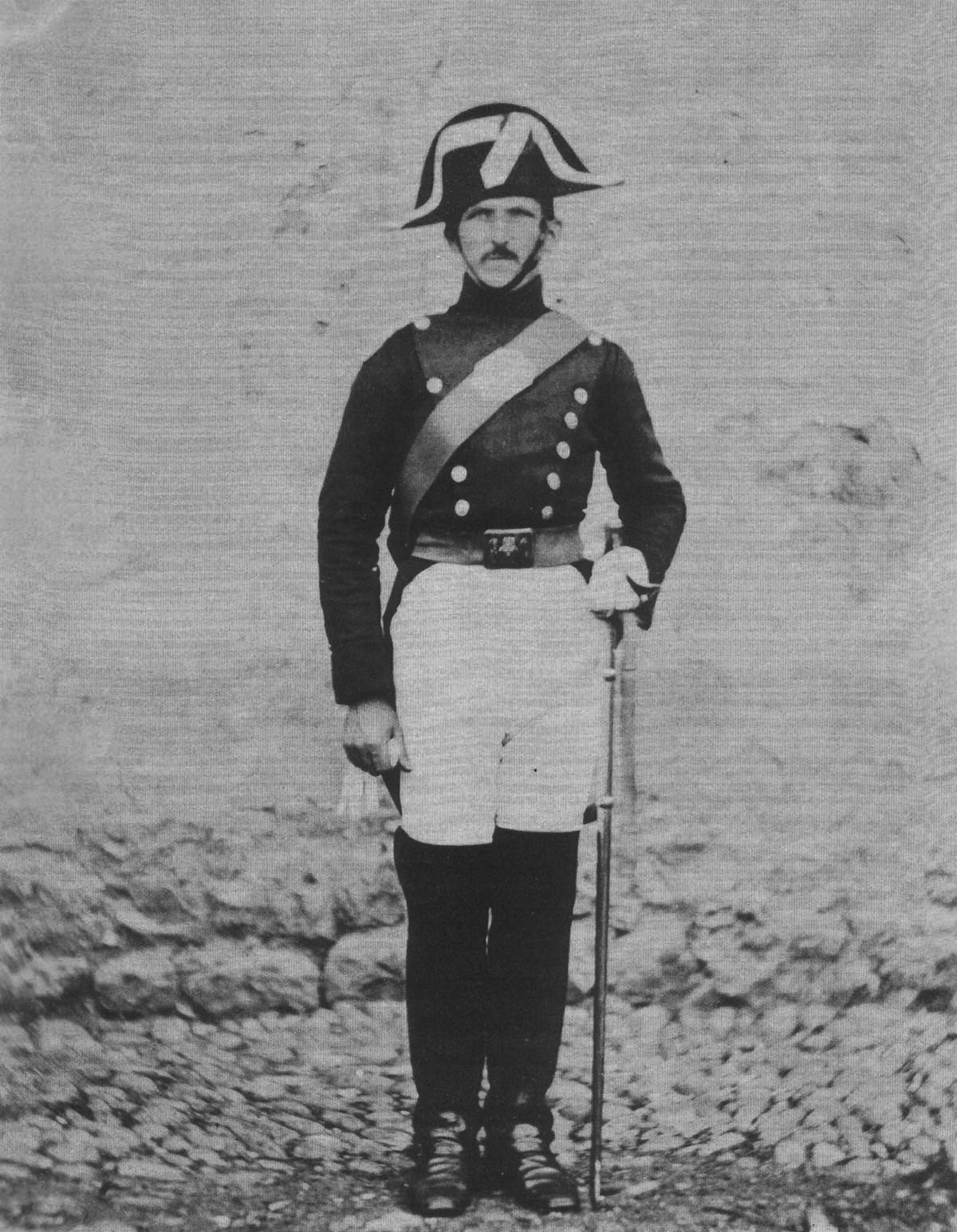
Fotografía de un Guardia Civil de entre 1855 y 1857.

La historia de la Guardia Civil en España comenzó con su fundación por el duque de Ahumada en 1844. Se dedicó a la seguridad en el campo y al orden público en general. En el siglo XIX y principios del XX se distinguió por su lucha contra el bandolerismo, sobre todo en Andalucía. Prestó su apoyo en los distintos conflictos civiles que vivió el país.
En 1959 pasó a tener competencias en materia de tráfico. En la segunda mitad del siglo XX creó una serie de unidades especializadas para una mayor efectividad en la lucha contra el crimen.
Entre 1968 y 2011 fue la principal fuerza policial contra la banda terrorista ETA y la que más fallecidos dejó por esto.

## sigloXIX
En 1820 Pedro Agustín Girón, teniente de la Guardia Real, propuso la creación de una organización policial con estructura militar pero al servicio del poder civil, llamada Legión de Salvaguardias Nacionales. Finalmente, este proyecto no se llevó a cabo y tuvo que marcharse al exilio con su hijo, Francisco Javier Girón Ezpeleta, en 1822.
Para el control de fronteras y evitar el contrabando, en 1829 Fernando VII creó el Real Cuerpo de Carabineros de Costas y Fronteras, completado por el Resguardo Civil, que ejercía un control en el interior. En 1842 se reorganizó como el Cuerpo de Carabineros del Reino, a cargo del mariscal de campo Martín José de Iriarte. Este dependía del Ministerio de Hacienda.
En noviembre de 1843 el presidente del gobierno, Salustiano Olózaga, consideró que la policía de entonces no era lo suficientemente eficaz y quiso reinstaurar la Milicia Nacional, pero el proyecto no se llevó a cabo y terminó dejando el gobierno.
El 5 de diciembre pasó a ser presidente Luis González Bravo. El 31 de diciembre de 1843 el ministro de la Guerra, Manuel de Mazarredo, escribió una solicitud al ministro de la Gobernación, el marqués de Peñaflorida, para que crearse una fuerza pública que librase al Ejército de tener que perseguir a delincuentes.
El subsecretario de Gobernación, Patricio de la Escosura, redactó el Real Decreto del 26 de enero de 1844, para la reorganización de la seguridad pública en España. El 30 de enero de 1844 se publicó un reglamento desarrollando este Real Decreto, en cuyo artículo 10 se decía que el ministro de la Gobernación organizaría "una fuerza especial destinada a proteger eficazmente a las personas y las propiedades, cuyo amparo es el principal objeto del ramo de protección y seguridad".
El ministro de la Gobernación se dedicó a la elaboración de un decreto para la creación de esta fuerza de seguridad. El 10 de marzo presentó al Gobierno un borrador completo, que fue modificado por el Consejo de Ministros en algunos aspectos, dando lugar a un nuevo documento el 14 de marzo. Los que redactaron este decreto fueron Patricio de la Escosura y Manuel Beltrán de Lis y Ribes.
La exposición de motivos del decreto fue presentada a Isabel II por el presidente Luis González Bravo, el ministro de Gracia y Justicia Luis Mayans y Enríquez de Navarra, el ministro de la Guerra Manuel de Mazarredo, el ministro de Hacienda Juan José García Carrasco Gómez Benítez, el ministro de Marina José Filiberto Portillo y el ministro de Gobernación José Justiniani Ramírez de Arellano, marqués de Peñaflorida.
Al ser unos guardias armados al servicio del poder civil, la reina Isabel II dijo que los llamaría guardias civiles. Por esto, el decreto los llamaría así.
La reina Isabel II firmó el Real Decreto el 28 de marzo de 1844.
El Real Decreto del 12 de abril de 1844 estableció que el Ministerio de la Guerra se encargaría de la organización inicial de la Guardia Civil, pero que posteriormente estaría a cargo de las autoridades civiles. La organización de este cuerpo le fue encargada al mariscal de campo Francisco Javier Girón Ezpeleta. Este Real Decreto le fue enviado, junto con una comunicación oficial de su encargo, a Cataluña, en donde se encontraba, el 15 de abril.
Francisco Javier Girón Ezpeleta, II duque de Ahumada y V marqués de Las Amarillas, fue un militar isabelino que sirvió a las órdenes del general Leopoldo O'Donnell en la primera guerra carlista, contra el general Ramón Cabrera. En 1843 fue nombrado jefe militar en la región de Cataluña. Allí conoció la formación de los Mozos de Escuadra, que le agradó y del cual tomó ideas para la formación de la Guardia Civil. En aquel entonces existían otras organizaciones de seguridad en España: rondas volantes extraordinarias, somatén y los ya dichos mozos de escuadra en Cataluña, compañías de miñones y de migueletes en Valencia, miñones en Álava, escopeteros en Sevilla, Toledo y Ciudad Real, escuadras de gendarmes en Pamplona, celadores en las provincias de Castellón de la Plana y Jaén, entre otras, salvaguardias en Santander, la compañía de faletís en Cádiz, compañías sueltas en Aragón y Castilla la Nueva, el tercio rural de migueletes en Salamanca y muchas otras. En estas organizaciones había unos 4 000 efectivos en total.
Canarias se encargaban de esto batallones y secciones de militares. En 1877 se crearon las Compañías de Guardias Provinciales, formadas por militares que realizaban una función similar a la de la Guardia Civil.

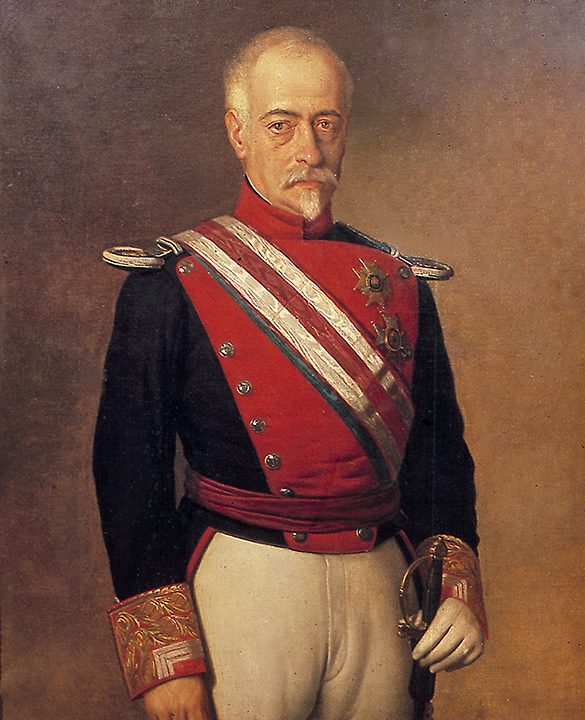
El duque de Ahumada, fundador de la Guardia Civil.

El duque de Ahumada propuso la creación de un cuerpo de seguridad profesional, estable y bien organizado. Le dio mucha importancia a que la tropa tuviera un buen sueldo, para evitar la corrupción, y también que fuese gente de conocida honradez y alfabetizada. También propuso que hubiera más oficiales subalternos, para que hubiese una mayor vigilancia. Redactó siete puntos para la organización, que fueron aceptados por el presidente Narváez y recogidos en el Real Decreto del 13 de mayo de 1844.
El uniforme quedó establecido por Real Decreto del 15 de junio de 1844.
El verano de 1844 se recibió a los aspirantes en los cuarteles de Leganés, Vicálvaro y Alcalá de Henares.
El 1 de agosto de 1844 el Cuerpo contaba ya con 668 guardias de infantería y 368 de caballería. A mediados de agosto, contaba ya con 758 y 415 respectivamente.
El 1 de septiembre el presidente y ministro de la Guerra, Narváez, pasó revista a la Guardia Civil por primera vez, a las afueras de la Puerta de Atocha. Había 1500 guardias de infantería y 370 de caballería. Ese día el duque de Ahumada fue nombrado el primer inspector general de la Guardia Civil.
El Reglamento para el Servicio de la Guardia Civil, aprobado por el Real Decreto del 9 de octubre de 1844, estableció las obligaciones y facultades de la Guardia Civil, su dependencia orgánica, vinculada en lo referido a su servicio peculiar al Ministerio de la Gobernación. El artículo dice que el objetivo de la Guardia Civil es: «la conservación del orden público, la protección de las personas y las propiedades (…) y el auxilio que reclame la ejecución de las leyes». El artículo 31 dice: «En los caminos, en los campos y despoblados, toda unidad o individuo de la Guardia Civil cuidará de proteger a cualquier persona que se vea en  algún peligro o desgracia, ya prestando el auxilio de la fuerza, ya facilitando el socorro que tuviese a su alcance».
El 10 de octubre de 1844 la reina Isabel II pasó a ser mayor de edad, conforme a la legislación de entonces, al cumplir 14 años. Ese día, fue desde el Palacio Real a inaugurar las nuevas Cortes. En el recorrido, fue escoltada por la Guardia Civil.
El Reglamento Militar de la Guardia Civil, aprobado por el Real Decreto del 15 de octubre, fue elaborado por el Ministerio de la Guerra bajo la égida del duque de Ahumada y es por tanto más conforme con su doctrina y carácter. Determina la organización con arreglo a criterios castrenses, los ascensos, dependencia, obligaciones, disciplina y estatuto del personal del Cuerpo.
El duque de Ahumada quería poner a la Guardia Civil a resguardo de la contienda política, dotándola de una filosofía autónoma que le permitiera prestar un servicio civil sin menoscabo de la estructura militar. Por ello, el 16 de enero de 1845 redactó una circular sobre esto. Fue aprobada por Real Orden el 20 de diciembre de 1845. Es conocida como la «Cartilla o el Código Moral de la Guardia Civil».
En 1844 los políticos de las provincias realizaron informes sobre las necesidades de seguridad en sus territorios. Basándose en ellos, el duque de Ahumada estableció aquel año doce tercios con las siguientes capitales: Madrid, Barcelona, Sevilla, Valencia, La Coruña, Zaragoza, Granada, Oviedo, Cáceres, Pamplona, Burgos y Vitoria. Por Real Orden del 20 de octubre de 1844, se mandaron compañías del Primer Tercio, el de Madrid, a Toledo, Cuenca, Ciudad Real y Guadalajara. En agosto de 1846 se creó el Tercio de Baleares. En 1898 se puso una comandancia en Tenerife, sobre la base de la Compañía de Guardias Provinciales, organizándose como tercio en 1936. Estos tercios estaban integrados por compañías de infantería y escuadrones de caballería. A finales de 1844 había 3 000 guardias civiles y en 1845 había 7 140.
La Guardia Civil prestó servicio en Melilla desde la Comandancia de Málaga y en Ceuta desde la Comandancia de Cádiz. En 1893 se instaló en Melilla y 1898 en Ceuta.
El duque de Ahumada puso al mando del tercio de Madrid al coronel Carlos Purgoldt, que había sido inspector general militar en Cataluña y Valencia, del de Barcelona a José Palmés, que había estado en la Guardia Real, y del de Sevilla a José de Castro, que ya tenía experiencia en la lucha contra los bandoleros por haber sido jefe de los Escopeteros Voluntarios de Andalucía.
El tercio de Madrid tuvo su primera sede en el Teatro Real, que entonces estaba en obras, y el de Barcelona en el antiguo Convento de Jerusalén.
En 1847 la sede de Inspección General estaba en un edificio del siglo XVIII del Ministerio de la Gobernación, situado en la calle Torija número 14, de Madrid. Este edificio había sido entre 1834 y 1847 el Archivo del Ministerio de la Gobernación, que aquel año se trasladó al edificio de Correos realizado por Carlos III en 1768 en la Puerta del Sol. Años después, se trasladó al Cuartel de San Martín, derribado en 1868, y que estaba en la Plaza de San Martín.
También colaboraron en labores humanitarias en incendios, inundaciones y otras catástrofes. Prestaron una gran ayuda durante una inundación en Barcelona en diciembre de 1844. También ayudaron a los pasajeros de la goleta británica Mary, que estaba embarrancada en la desembocadura del Guadalquivir, el 9 de abril de 1848.

### Lucha contra el bandolerismo
La primera intervención del recién creado Cuerpo de la Guardia Civil tuvo lugar en Navalcarnero, el 12 de septiembre de 1844, al evitar el asalto a la diligencia de Extremadura.
Desde su creación, participó en acabar con muchos de los problemas que tenía el Estado en aquel entonces. En octubre de 1844 detuvieron a los participantes de una conspiración esparterista para asesinar al presidente Narváez. En noviembre el teniente general Martín Zurbano se sublevó a favor de Espartero en Nájera. La Guardia Civil de Logroño persiguió a los rebeldes y los detuvo en Ortigosa de Cameros. Martín Zurbano fue fusilado en Logroño.
En 1846 tuvo lugar una rebelión en varios lugares de Galicia dirigida por el coronel Miguel Solís Cuetos y el brigadier Leoncio Rubín de Celís y Oroña, a la que se sumaron todas las guarniciones, excepto las de La Coruña y Ferrol. El teniente general Manuel Gutiérrez de la Concha organizó la resistencia gubernamental con pequeñas columnas dirigidas por guardias civiles. En menos de un mes, Solís capituló en Orense y Rubín se marchó a Portugal.
Ayudó a desmontar la rebelión que tuvo lugar en Madrid agosto de 1846, en la que practicó 300 detenciones, y otra que tuvo lugar en Valencia en noviembre. En esta época el Gobierno les premió con numerosas Cruces de María Isabel Luisa y con ocho Cruces de San Fernando de Primera Clase.
Su primer éxito contra el bandolerismo fue cuando, en julio de 1844, detuvieron a cuatro miembros de la banda de los «Botijas», que actuaba en Despeñaperros. Otro caso conocido fue el del bandolero Andrés Franciso López Jiménez, conocido como el «Barquero de Cantillana». Fue arrestado en enero de 1845 por el sargento Norcisa. Luego se fugó de la cárcel y asesinó al guardia Francisco Rieles. En 1848 se hizo de un grupo de carlistas. El sargento Francisco Lasso, que había sido herido de gravedad por el bandolero, y el teniente Castillo lo mataron en otra escaramuza el 2 de noviembre de 1849. En 1846 detuvo a unos 5000 delincuentes y realizó un total de 19 000 servicios y en 1847 realizó 21 600.
La lucha contra el bandolerismo continúa con éxito con la defensa de carruajes, servicio de escoltas y protección de vías y caminos. De tal modo que, en 1854 Facundo Infante, segundo director del Cuerpo, podía afirmar: «El robo de los carruajes públicos no causaba impresión diez años antes y desde la creación de la Guardia Civil, era visto con absoluto asombro».
El bandolerismo se consideraba prácticamente desaparecido a finales del siglo XIX, aunque se dieron algunos casos a principios del siglo XX.
El 6 de octubre de 1903 un guardia civil detuvo al bandolero Manuel López Ramírez, «Vizcaya», en la feria de Baena, provincia de Córdoba. Fue la primera detención de un delincuente que hizo un guardia civil de paisano. No obstante, la intención del duque de Ahumada es que fueran con el uniforme siempre que pudieran, como aparece en la Real Orden del 5 de septiembre de 1867. La primera vez que se reguló que los agentes de la Guardia Civil fueran de paisano fue en 1935. En 1907 fueron abatidos por la Guardia Civil en una escaramuza el «Pernales» y el «Niño del Arahal».
La Guardia Civil también ayudó a reducir el contrabando. En 1846 realizó aprehensiones de contrabando que supusieron un 80 % de la cantidad que había requisado la organización que entonces estaba especializada en ello, los Carabineros.

### Lucha contra las rebeliones delsigloXIX
En 1847, durante la segunda guerra carlista, las tropas partidarias del absolutismo de Benito Tristany y Ros de Eroles atacaron cuarteles de la Guardia Civil, que se defendieron con denuedo. Se puede destacar la defensa del Cuartel de Cervera por el sargento segundo Francisco Sanz. En 1849, la Guardia Civil envió un destacamento al Castillo de Caspe. Los carlistas aprovecharon que algunas tropas de la Guardia Civil habían salido en misión de reconocimiento para atacar el baluarte, que fue defendido con éxito por el sargento José Buil. El 25 de noviembre de 1848 las tropas del carlista Antonio Arnáiz intentaron, sin éxito, tomar el Cuartel de Hontomín, defendido por el cabo Juan Manuel Rey. El 6 de diciembre el capitán José Villanueva derrotó a unas tropas carlistas en Villaescusa la Sombría, el 15 de diciembre el capitán Hilario Chapado derrotó a otras en Arauzo de Torre y el 29 de diciembre el capitán Mariano Delofen derrotó a otras en Hortigüela. En la provincia de Toledo, lograron derrotar a las tropas del carlista José Montilla. También combatieron el absolutismo carlista en Navarra y Vascongadas. Derrotaron a las tropas de Andrés Llorente en Estella y apresaron en Zaldivia a Joaquín Julián de Alzáa.
En la noche del 13 de mayo de 1848 se sublevaron el Regimiento de Caballería del Infante y el Regimiento de Infantería de Guadalajara, ambos de guarnición en Sevilla. A este movimiento se opuso la Guardia Civil, y de forma especial toda la fuerza del puesto de Sanlúcar la Mayor, al mando del sargento Lasso. Los rebeldes tomaron el pueblo y exigieron que la Guardia Civil del puesto se les uniese. Francisco Lasso se negó, consiguiendo resistir hasta que tuvo noticias de la proximidad de fuerzas gubernamentales, en cuyo momento montó a caballo con sus subordinados y, burlando a los sublevados, corrió al encuentro de las tropas leales para unírseles y reconquistar Sanlúcar. Por esta acción se concedió al sargento Lasso el grado de alférez, además de una felicitación en Real Orden.
Las recompensas a la Compañía de la Guardia Civil de Sevilla fueron numerosas, pues todos sus efectivos combatieron tenazmente la insurrección. El coronel José de Castro fue ascendido a brigadier; al ya comandante Lorenzo Contreras, se le concedió la Cruz de Comendador de Isabel la Católica, y se otorgaron otros 23 ascensos y condecoraciones.
La Revolución de 1848 trajo el destronamiento de Luis Felipe I de Francia y la proclamación de la II República Francesa, tras el motín del 21 de febrero. El 27 de febrero Narváez mandó a Francia al duque de Ahumada para rescatar a la infanta María Luisa, esposa del duque de Montpensier, hijo del destronado rey francés. El duque de Ahumada terminó encontrándose con ella en Londres. La acompañó a Madrid el 7 de abril. La infanta María Luisa y el duque de Montpensier se instalaron en el Alcázar de Sevilla un tiempo y, en 1849, en el Palacio de San Telmo.
El 26 de marzo de 1848 hubo una revuelta en Madrid. Fue organizada por el coronel Joaquín de la Gándara y Navarro, con la ayuda del capitán Manuel Buceta, que había sido expulsado de la Guardia Civil tras la rebelión en Galicia, y contó con el respaldo de setecientos militares esparteristas. Narváez dividió Madrid en sectores para su defensa. La Guardia Civil tuvo que encargarse de donde estaba la Puerta del Sol. El tercio de Madrid estaba comandado por el coronel Purgoldt. Las tropas salieron del cuartel del Teatro Real y avanzaron por la calle Mayor, acabando con los rebeldes. Luego pasaron por la plaza Mayor y dejaron a la caballería del tercio en la Puerta del Sol. Luego ayudaron a las tropas gubernamentales en los combates de la plaza de la Cebada y aseguraron la Puerta de Toledo. La rebelión quedó eliminada antes de terminar el día. El 5 de abril se publicó un decreto en el que se otorgaban numerosas condecoraciones a los que habían participado en estas operaciones. Sin embargo, los que habían dirigido la rebelión habían logrado escapar.
El 7 de mayo el capitán Buceta se sublevó de nuevo con el Regimiento España y marchó hacia la plaza Mayor. Advertido de esto por una patrulla de guardias, el coronel Purgoldt tomó posiciones en la Puerta del Sol con unos doscientos hombres. El duque de Ahumada abandonó la Inspección General para ponerse al frente de los agentes. Mientras subía por la calle Mayor, a la altura de la del Triunfo, recibió una descarga de fuego de los rebeldes en la que le mataron el caballo y le hirieron en la oreja. Luego fue con sus agentes a la plaza Mayor, a combatir a los de Buceta. El propio Narvaéz acudió a este lugar. En esta batalla se llegó a emplear artillería.
Probada la eficacia de la Guardia Civil para combatir rebeliones, Narváez decidió que la capital contase con 4000 agentes. Formó cuatro batallones de mil hombres, les pasó revista en el paseo del Prado y les hizo desfilar por la calle de Alcalá. Esto le dio a Narváez fama internacional, ya que las revoluciones de 1848 habían causado en otros países muchos más problemas. Narváez expulsó al embajador británico, Henry Bulwer Lytton, por haber colaborado con los conspiradores.
Los 4000 hombres, provenientes de varios lugares de España, estuvieron a cargo del duque de Ahumada. En caso de necesidad, debían reunirse en el Palacio Real. Este conjunto estuvo en Madrid hasta el 19 de enero de 1849.
El 13 de mayo de 1848 el comandante José Portal, con una minoría del Regimiento de Infantería de Guadalajara, de 7 oficiales y 337 soldados, y el Regimiento del Infante se rebelaron en Sevilla. Sumaron un contingente de 1500 hombres. Los sublevados se dedicaron a atacar el Alcázar, defendido por tropas leales, donde se encontraba entonces la infanta María Luisa. Los sublevados también fueron combatidos por la Guardia Civil, que situó su cuartel en el Ayuntamiento. Los sublevados huyeron a Sanlúcar la Mayor, donde capturaron y desarmaron al destacamento de la Guardia Civil comandado por Francisco Lasso. Luego, tras la lucha contra las tropas leales al Gobierno, los guardias civiles fueron liberados. José Portal escapó a Huelva y, de allí, a Portugal. El Regimiento del Infante quedó suprimido por Real Decreto del 29 de mayo de 1848.
El duque de Ahumada, conocedor de la necesidad de ayudar a los huérfanos del cuerpo, creó la Compañía de Guardias Jóvenes, aprobada por Real Orden del 1 de abril de 1853. Su primera ubicación fue el Cuartel de San Martín, en Madrid, con una residencia en Pinto. Los primeros alumnos fueron doce, hijos de huérfanos o heridos que ya no podían prestar servicio. En 1852 esta institución, con su residencia, se trasladaron a Valdemoro, al edificio de una antigua Real Fábrica de Paños y Tapices.
El 20 de febrero de 1854 el brigadier José de Hore se rebeló en Zaragoza con el Regimiento de Córdoba. El coronel del tercio de la Guardia Civil en la ciudad, León Palacios, contribuyó a su derrota. El brigadier José de Hore fue abatido en Zaragoza y los sublevados huyeron a Francia. En la ruta fue apresado el teniente coronel Latorre, que era uno de los sublevados. Por el camino, desertaron 176, de los cuales 132 se presentaron en Ansó. El resto de los sublevados, que fueron el oficial Ruiz Pons, 2 jefes, 7 capitanes, 32 subalternos, 51 sargentos y cabos, 153 soldados y 51 civiles, tiraron sus armas y pasaron a Francia. Tras un consejo de guerra, Latorre fue fusilado el 3 de marzo de 1854.
En 1854 el general Leopoldo O'Donnell preparó otra sublevación. El ministro de Guerra, Anselmo Blaser San Martín, consciente de la conspiración, nombró al duque de Ahumada jefe de las tropas del sector del Palacio Real y sus alrededores. El 28 de junio Leopoldo O'Donnell pasó revista a las tropas sublevadas en el pueblo de Canillejas. Contaba con 2000 hombres. El duque de Ahumada cursó órdenes a todos los tercios de la Guardia Civil para que se concentrasen en las capitales de provincia y el Consejo de Ministros declaró el estado de guerra. El ministro Anselmo Blaser reunió un ejército de 5000 hombres. Entonces se produjo la batalla de Vicálvaro. Las tropas gubernamentales les derrotaron y los sublevados se retiraron a Aranjuez. Anselmo Blaser persiguió a las tropas de Leopoldo O'Donnel por Andalucía hasta la frontera con Portugal.
El capitán Buceta, aliado de Leopoldo O'Donell, tomó Cuenca con sus tropas y las autoridades abandonaron la ciudad considerando inútil cualquier resistencia. Las tropas de Buceta tuvieron que enfrentarse a las fuerzas de la Guardia Civil, que le pusieron en fuga.
Los rebeldes también tomaron la sede del Gobierno Civil y del Ministerio de la Gobernación, que fueron recuperadas por las fuerzas gubernamentales. Tras esto, los sublevados se dirigieron al Palacio Real, que fue defendido por 500 hombres del duque de Ahumada.
El tercio de Madrid, dirigido por Antonio María Alós, y, en especial, su fuerza de caballería, debieron esforzarse por proteger los edificios públicos. Los guardias civiles terminaron sitiados entre varias calles. El rebelde Camilo Valdespino le dijo al brigadier Alós que se uniese a la rebelión, donde sería mariscal, o los barrerían a cañonazos. Alós no se rindió, pero finalmente no emplearon la artillería contra ellos. Tras la llegada a la presidencia de Evaristo Fernández de San Miguel, la rebelión fue cesando.
Personal de los tercios de la Guardia Civil participó en la guerra de África, de entre 1859 y 1860. El teniente de caballería Teodoro Camino y Alcobendas se destacó en la batalla de Uad Ras.
En 1864 Isidoro de Hoyos creó la Guardia Civil Veterana, a partir del tercio de Madrid, para la defensa de la capital.
La Guardia Civil prestó su ayuda a las víctimas de la epidemia de cólera de 1865. También se negaron a cobrar el estipendio que les correspondía por proteger a los recaudadores de contribuciones, que a veces eran atacados en los pueblos por los morosos.
Emilio Castelar escribió un artículo contra el gobierno por el cual fue destituido de su cargo de catedrático de Historia en la Universidad Central. El rector, Juan Manuel Pérez de Montalbán, se negó a cesarle y fue expulsado. Los estudiantes organizaron una protesta en apoyo del rector el 8 de abril de 1865, con autorización del gobernador civil, José Gutiérrez de la Vega, que puso para ello un dispositivo del tercio de Madrid para evitar que se alterase el orden. Los manifestantes se pusieron a silbar e insultar a los guardias civiles, produciéndose una carga para disolverles. El 10 de abril de 1865 se organizó una ceremonia para el nombramiento del nuevo rector, en la que hubo nuevas protestas en las que de nuevo se insultaba y silbaba a las fuerzas del orden. Estas fueron dispersadas, por orden del ministro de la Gobernación, Luis González Bravo, por la Guardia Civil Veterana. En estos hechos estuvo presente el entonces estudiante Benito Pérez Galdós.
Esto produjo un distanciamiento entre la Guardia Civil y la población. El director Ángel García-Loygorri y García de Tejada fue cesado y sustituido por Isidoro de Hoyos y Rubín de Celis.
En junio de 1866 se produjo la Sublevación del Cuartel de San Gil, un golpe de Estado dirigido por el general Blas Pierrad, con el apoyo de varios sargentos, por lo que fue conocida como la «Sargentada de San Gil». Esta fue derrotada por las tropas gubernamentales, con la ayuda del tercio de la Guardia Civil de Madrid. En estos combates volvió a destacarse el teniente de caballería Teodoro Camino.
Los militares golpistas Prim, Pierrad, Joaquín Milans del Bosch y Manuel Pavía y Rodríguez de Alburquerque, junto con los civiles Sagasta, Ruiz Zorrilla y Manuel Becerra, realizaron el Pacto de Ostende, en Bélgica. Para defender la frontera de elementos subversivos, se envió a la Guardia Civil a los Pirineos, reforzando así al destacamento de Carabineros.
El general Francisco Serrano y Domínguez organizó un ejército rebelde en Andalucía, logrando reclutar a algunos guardias civiles, que derrotó a las tropas gubernamentales, lideradas por el general Manuel Pavía y Lacy, y en las que se encontraba la Guardia Civil, en la batalla del Puente de Alcolea de 1868. A esto siguió un gobierno presidido por Serrano. Para mantener el orden, la Guardia Civil de Madrid desarmó a 20 000 milicianos. Otros milicianos se atrincheraron en Cádiz, donde fueron derrotados por la Guardia Civil tras ocho días de combates. También hubo levantamientos y enfrentamientos con los milicianos en Málaga, Zaragoza, Barcelona, Valladolid, Badajoz, Tarragona y otras ciudades.
El entonces director de la Guardia Civil, Francisco Serrano y Bedoya, aprobó una nueva organización basada en jefaturas provinciales o comandancias, a cargo de tenientes coroneles, lo que relegó a funciones más burocráticas a los coroneles jefes de los tercios. Se vinculó más al ministerio de la Gobernación, disminuyéndose la relación con el ministerio de la Guerra. El tercio de Madrid fue disuelto y reorganizado ocho días más tarde como el 14.º Tercio.
La Guardia Civil debió retirarse de los campos para participar en una serie de conflictos civiles que tuvieron lugar en 1869, lo que hizo que aumentase el bandolerismo en las provincias de Sevilla y Córdoba, a veces con el apoyo de los caciques locales. En 1870 el ministro de la Gobernación, Nicolás María Ribero, se propuso acabar con esto. Se cesó al duque de Hornachuelos del cargo de gobernador de Córdoba, ya que no había sido eficaz contra estos delitos, y se nombró a Julián Zugasti.
Los bandoleros se volvieron más violentos. Fueron combatidos con dureza por el ministro Rivero y los gobernadores andaluces. La banda de los bandoleros «Malaspatas» y «Cucarrete» secuestró cerca de San Roque a los ciudadanos británicos John y Antoine Bonell, ocasionando un incidente diplomático. La Guardia Civil logró encontrar a los bandoleros y, tras una escaramuza, los abatió a todos.
En la tercera guerra carlista (1872-1876), la Guardia Civil estuvo en el Ejército del Norte, en primera línea de batalla, luchando contra los insurrectos. Esto produjo que otras zonas de España quedaran desguarecidas, aumentando la inseguridad. La Guardia Civil fue decisiva en las victorias contra los carlistas en las Vascongadas, Cataluña, Aragón y Valencia.
En 1882 se produjeron cuatro homicidios en Jerez de la Frontera y sus alrededores que se atribuyeron a una sociedad secreta anarquista llamada La Mano Negra. Esto produjo detenciones multitudinarias de anarquistas. En 1883 había unos 2000 detenidos en la provincia de Cádiz, lo que provocó críticas en España y el extranjero. La Audiencia Provincial de Cádiz condenó a seis personas a muerte.
La Guardia Civil ayudó con heroísmo durante los graves terremotos en Granada y Málaga en la Nochebuena de 1884 y en la epidemia de cólera que tuvo lugar entre la primavera y el verano de 1885.
Grupos minoritarios de anarquistas decidieron practicar el terrorismo y entre 1889 y 1893 realizaron varios atentados con bombas en Barcelona. El teniente Narciso Portas encontró un depósito de explosivos en Vilanova i la Geltrú, lo que se relacionó con el resto de los atentados. Se realizaron un centenar de detenciones. El 21 de mayo de 1894 fueron ejecutados seis anarquistas en Montjuic.
Algunas cargas de finales del siglo XIX y principios del XX fueron consideradas impopulares. El movimiento obrero pasó a tenerle animadversión. De acontecimientos como estos resultó el conocido cuadro La carga de Ramón Casas.

## sigloXX

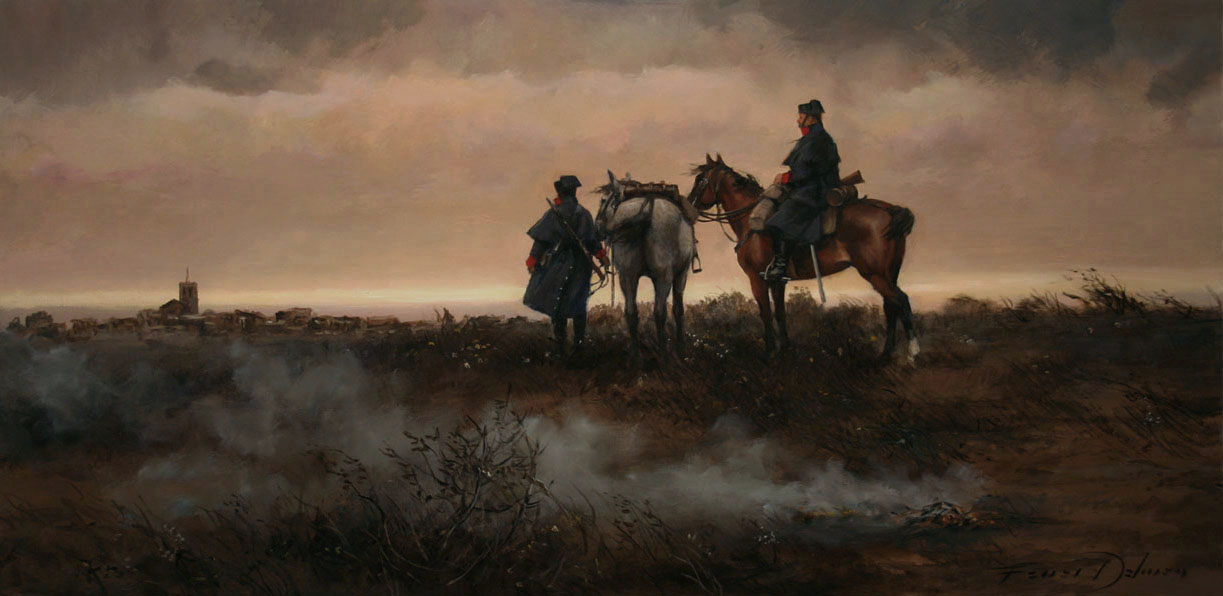
Pareja de guardias civiles. Año 1900. Cuadro de Augusto Ferrer-Dalmau.

Por Decreto del 8 de febrero de 1893 se creó el Colegio de Oficiales de Getafe, para la promoción interna del cuerpo. Este acabó cerrando en 1903.
En 1903 hubo disturbios sociales en Salamanca, Madrid, Asturias, Jumilla y Almería, que provocaron enfrentamientos con esta fuerza del orden. El 1 de agosto un grupo de 500 anarquistas desarmaron a los guardias de Alcalá del Valle y tomaron el cuartel, siendo derrotados posteriormente por la Guardia Civil.
La Guardia Civil logró notoriedad por lograr desmantelar una mafia de Peñaflor, provincia de Sevilla. Un procurador, llamado Juan Andrés Aldije, apodado el «Francés», junto con un sujeto apodado «Manzanita», atraían a jugadores incautos a un local, luego los mataban y les robaban. El cabo Atalaya logró encontrar los cuerpos en 1905 y arrestar a los asesinos.
La Guardia Civil continuó luchando contra el bandolerismo. El bandolero Francisco Ríos González, apodado el «Pernales», llevó a cabo sus crímenes en las provincias de Córdoba y Sevilla. Tuvo como compañero al «Niño del Arahal». Los dos fueron abatidos en una escaramuza en la Sierra de Alcaraz, provincia de Albacete, el 31 de agosto de 1907.
Entre el 26 de julio y el 2 de agosto de 1909 tuvieron lugar una serie de disturbios armados, principalmente en Barcelona, dirigidos sobre todo por anarquistas, en contra del reclutamiento para la guerra de Marruecos. Esto se conoció como la Semana Trágica. Estos fueron combatidos por el general Luis de Santiago. Los más agresivos se retiraron a Poble Nou, donde al entrar los guardias civiles, encontraron que las terrazas estaban llenas de francotiradores. En esta batalla murió el teniente del Cuerpo Daniel Gabaldón y fueron gravemente heridos tres guardias civiles. Los últimos núcleos rebeldes resistieron el Clot, donde el general Bandreis, al mando de un fuerte contingente de guardias civiles, logró derrotarlos. En toda la Semana Trágica se produjeron 296 heridos y 104 muertos entre los alborotadores y 124 heridos y 8 muertos entre los miembros de las fuerzas del orden.
Un caso muy famoso fue el Crimen de Gádor de 1910. Un curandero, a la postre conocido como el «Sacamantecas», secuestró con otros cómplices a un niño de siete años, Bernardo González, lo mató y le sacó la grasa para curar a un hombre rico y poderoso llamado Francisco Ortega, el «Moruno». La Guardia Civil los detuvo a todos, incluyendo al «Moruno».
Tras visitar las instalaciones de Valdemoro, el director general de la Guardia Civil, Ángel Aznar Butigieg, fundó en 1914 el Colegio Infanta María Teresa en Madrid, que realiza una labor semejante.
En agosto de 1917 tuvo lugar una huelga general revolucionaria, que tenía el propósito de tumbar el gobierno. Aunque algunos solicitaron una huelga pacífica, otros recurrieron a la violencia. En los disturbios se produjeron decenas de muertos, entre ellos cuatro guardias civiles.
En 1920, los agentes Cristóbal Ortega Rojas y Eduardo Guzmán Gamero fueron asesinados por el clan de los «Tartajas» cuando los llevaban presos por diversos robos. Otros agentes lograron capturar a los asesinos y los preservaron de las iras de los lugareños para llevarlos a la cárcel de Granada.
A principios del siglo XX un bandolero, apodado «Pasos Largos», llevó a cabo robos y asesinatos en la provincia de Málaga. La Guardia Civil lo abatió el 15 de marzo de 1934 en la Sierra Blanquilla.
El 8 de mayo de 1921 el presidente Eduardo Dato fue asesinado a tiros por Pedro Mateu, Luis Nicolau y Ramón Casanellas desde una moto con sidecar en Madrid. Gracias a un suboficial de la Guardia Civil, José Cristóbal Maté, se encontraron el vehículo y las armas escondidas y se pudo detener a Mateu. Los otros dos asesinos habían huido al extranjero. Nicolau fue extraditado por el gobierno alemán.
Entre finales de julio y principios de agosto de 1921, un pequeño grupo de españoles, con soldados y guardias civiles, fueron sitiados por los rifeños en la iglesia y en la fábrica de harinas de Nador. Su resistencia fue fundamental para evitar que las tropas rifeñas sitiasen Melilla.
El 10 de abril de 1924 cinco personas, encabezadas por el funcionario de Correos José María Sánchez Navarrete, asesinaron a dos funcionarios de Correos en un tren para robar el contenido de dos sacas, se bajaron en la estación de Alcázar de San Juan y huyeron en un taxi. Uno apareció muerto, la Guardia Civil detuvo a tres y el quinto se entregó en la embajada de España en París.
El 6 de noviembre de 1924 un grupo de cincuenta anarquistas, con el apoyo de un contrabandista apodado el Señorito, desarmaron a los carabineros en Bera de Bidasoa y, en un tiroteo, mataron a los guardias civiles Julio de la Fuente y José Aureliano Ortiz. La movilización del ejército llevó al grupo a huir a Francia, pero seis cayeron prisioneros.
Por Real Decreto del 4 de octubre de 1929, se le concedió a la Guardia Civil la Gran Cruz de la Orden de Beneficencia con distintivo negro y blanco por "los innumerables actos y servicios abnegados, humanitarios y heroicos realizados con motivo de incendios, inundaciones y salvamento de náufragos".
El 10 de enero de 1933 un grupo de anarquistas, dirigidos por Francisco Curro Cruz, apodado Seisdedos, llevó a cabo una insurrección. Salieron armados con escopetas y atacaron el puesto de la guardia civil, produciendo heridas mortales al sargento Manuel García Álvarez y al guardia Román García Chuecos. Luego llegaron los guardias de Medina Sidonia, que dispersaron a los atacantes. Seisdedos se atrincheró con su familia en su casa, donde fueron muertos por los Guardias de Asalto (otra fuerza del orden diferente, creada en 1932), en los conocidos como sucesos de Casas Viejas.  Es reseñable el papel de la Guardia Civil en la Revolución de 1934, en concreto en labores de incautación de explosivos y armas a los grupos revolucionarios, enfrentamiento directo a los insurgentes y participación fundamental en las negociaciones de paz.

### Guerra Civil
Al iniciarse la Guerra Civil (julio de 1936-abril de 1939), había 34 392 guardias civiles, que quedaron repartidos en ambos bandos casi al 50 %, aunque el Inspector general del cuerpo, el general Pozas, se mantuvo fiel al gobierno republicano. En Barcelona tanto los comandantes de la Guardia civil, Aranguren y Escobar, como sus hombres se mantuvieron fieles a la República y combatieron eficazmente la rebelión. En Madrid los efectivos se mantuvieron fieles y ayudaron más tarde a reprimir tanto la rebelión del Cuartel de la Montaña, como reprimir los focos rebeldes que había en los alrededores de la capital. En Valencia también se mantuvo fiel e incluso algunos mandos del cuerpo repartieron armas a los obreros. En Pamplona se dio la circunstancia de que el comandante Rodríguez Medel fue leal al gobierno republicano, mientras que su guarnición estaba del lado de los rebeldes, y de hecho Rodríguez Medel fue asesinado por sus subordinados.
En la zona republicana la Guardia civil dejó de existir poco después del comienzo de la contienda, pues por el Decreto de 30 de agosto de 1936 se dispuso el cambio de denominación por el de Guardia Nacional Republicana (GNR).
En la guerra, el papel de la Guardia Civil se limitó a combatir en columnas y en las grandes unidades que fueron apareciendo y a realizar en retaguardia una labor meramente policial, salvo excepciones en las que el Cuerpo tuvo acciones de campaña rememoradas como heroicas por ambos bandos: el asedio del Alcázar en Toledo, el sitio de Oviedo y el asedio del Santuario de Nuestra Señora de la Cabeza (Jaén), defendido por el capitán Cortés. Estas últimas acciones valieron otras tantas Cruces laureadas de San Fernando (máxima condecoración militar española en tiempos de guerra) a título colectivo. Además, quince guardias civiles —dos comandantes, dos capitanes, un teniente, tres sargentos, dos cabos y cinco guardias de segunda clase— recibieron la misma condecoración a título individual (listado). El comandante Escobar ascendió al generalato y durante la contienda ocupó importantes puestos militares, liderando la última ofensiva republicana de la guerra.
En la guerra, fueron la organización estatal que más víctimas tuvo: 2714 muertos y 4117 heridos. En un muestreo realizado por el Servicio de Estudios Históricos del propio Cuerpo, un 83 % aproximadamente de la cifra de muertos corresponde a guardias civiles que fueron leales a la República.

### Dictadura franquista
Tras el fin de la Guerra Civil y bajo la dictadura del general Francisco Franco se produjo una reorganización total del Estado. La Guardia Civil fue regulada por la Ley de 15 de marzo de 1940. La citada ley, además de confirmar la continuidad de la Guardia Civil como fuerza de orden público, unificaba el Cuerpo de Carabineros de Costas y Fronteras (fundado el 9 de marzo de 1829 y organizado por el mariscal de campo José Ramón Rodil) con aquella, encomendándole, además de las que poseía, las misiones de vigilancia de costas y fronteras y la represión del fraude y el contrabando.
Tras la unificación del Cuerpo de Carabineros con la Guardia Civil, se reconsideró redactar dos nuevos reglamentos, pues si bien los anteriores se complementaban, era necesario fundirlos en uno solo que recogiese los aspectos fundamentales de cada uno. Así, el 23 de julio de 1942 se aprobó el Reglamento Militar, y el 14 de mayo de 1943, el Reglamento para el servicio, que, tras sufrir ligeras variaciones, son los que con los principios marcados por el duque de Ahumada señalan la pauta general del Cuerpo. En 1942 se creó la academia del servicio fiscal en Sabadell, hasta su traslado a Valdemoro en 1997. En 1945 se creó la Academia de Guardias de Úbeda.
Hasta 1950 los oficiales de la Guardia Civil provenían del Ejército. En 1951 se creó la Academia Especial de Madrid, para la formación de guardias civiles para su labor de oficiales del Cuerpo.
Entre mediados de la década de 1940 y comienzos de la década de 1960 la Guardia Civil participó en numerosos enfrentamientos contra los maquis. En esta etapa los maquis mataron a 953 personas, realizaron más de 500 sabotajes, casi 6 000 atracos y casi 1 000 secuestros. Las fuerzas del orden abatieron a 2 173 guerrilleros, detuvieron a 2 841 y otros 546 se entregaron.
En 1948 empezó a usar perros para el rastreo. En 1951 se creó una sección para esto.
En 1959 se confía a la Guardia Civil la vigilancia y regulación del tráfico en las carreteras, creándose una Unidad especializada con el nombre de Agrupación de Tráfico de la Guardia Civil, que sustituye en esas funciones desempeñadas hasta entonces por la Policía Armada y de Tráfico, insuficiente e inadecuadamente desplegada y dotada para ello.

### Lucha contra ETA
La banda terrorista ETA asesinó entre 1968 y 2011 a un total de 853 personas (47 bajo el franquismo y 806 en democracia).
En su lucha contra la banda terrorista ETA, ha habido 206 guardias civiles asesinados. Los últimos asesinatos de guardias civiles tuvieron lugar en 2009. ETA también ha asesinado a 183 policías nacionales, 30 policías locales y 103 militares.
En 1978 se creó la Unidad Antiterrorista Rural, para combatir a la banda terrorista ETA, que se escondía en los montes. En 1980 se creó el Centro de Adiestramientos Especiales, para formar a sus miembros. En 1982 creó el Grupo de Acción Rápida, un grupo antiterrorista. En 1998 pasó a llamarse Unidad de Acción Rural y estableció su sede en Logroño.
El 11 de diciembre de 1987 atentaron contra la casa cuartel de Zaragoza provocando once muertos, entre ellos cinco niños y dos esposas de guardias civiles. El 29 de mayo de 1991 tuvo lugar otro atentado contra la casa cuartel de Vich, en el que murieron diez personas, entre las cuales hubo cuatro niños.
El primer guardia civil asesinado fue José Antonio Pardines Arcay, el 7 de junio de 1968, cuando realizaba labores de tráfico.
Gracias a las investigaciones de la Guardia Civil, en 1992 pudo detenerse en Bidart, Francia, a  Francisco Múgica Garmendia («Pakito»), a José Luis Álvarez Santacristina («Txelis») y a José Arregi Erostarbe («Fiti»). Este acontecimiento puso a ETA en una de sus crisis más importantes.
La Guardia Civil, tras una ardua investigación, logró liberar el 1 de julio de 1997 al funcionario de prisiones José Antonio Ortega Lara, que estaba secuestrado en un zulo dentro de una nave industrial de Mondragón, y detuvo a los cuatro secuestradores.
Gracias a investigaciones de la Guardia Civil, en mayo de 2010 fue detenido en Bayona, Francia, Mikel Karrera Sarobe («Ata»), jefe del aparato militar de ETA desde 2008, con los etarras Arkaitz Aguirregabiria y Maite Aranalde. Se le imputaron el asesinato de dos guardias civiles en el sur de Francia en 2007 y el del policía francés Jean-Serge Nérin en 2010.

### Finales delsigloXX
En 1980 se inauguró el cuartel de Inchaurrondo en San Sebastián, desde donde se coordinó la lucha antiterrorista en el País Vasco.
A finales de 1981, por Real Decreto 3543/81 de 30 de octubre, se creó la figura del guardia civil auxiliar, forma de voluntariado especial para la prestación en el Cuerpo del entonces obligatorio servicio militar. Para dar la necesaria formación a estos voluntarios se construyó ex professo en la ciudad de Baeza una nueva academia, que agotado su uso con la desaparición de los guardias auxiliares es hoy Academia de Guardias y Suboficiales.
En 1982 se crearon: el Servicio de Desactivación de Explosivos (SEDEX), a cuyos miembros se les conoce como TEDAX (técnicos en desactivación de explosivos); la Unidad Especial de Intervención (UEI), para la lucha contra el terrorismo; y el Servicio Cinológico, para los perros usados para el rastreo.
En 1982 Juan Carlos I inauguró el Museo de la Guardia Civil, en la sede central de la calle Guzmán el Bueno de Madrid. En 2017 se inauguró otro museo en Navas del Rey.
En el año 1986 fue nombrado el primer director general no militar del Cuerpo, Luis Roldán Ibáñez. Sin embargo, robó 435 millones de pesetas de los fondos reservados que tenía asignados y cobró comisiones ilegales de las constructoras que hacían las casas cuartel por 1800 millones. Tras fugarse a Laos, fue detenido y pasó 15 años en prisión.

Escudo del SEPRONA.

El Real Decreto Ley 1/1988 del 22 de febrero dio acceso a las mujeres a la Guardia Civil.
También en 1988 se creó el SEPRONA, Servicio de Protección de la Naturaleza, que se encarga de la protección de los bosques, la lucha contra la contaminación y la lucha contra caza y pesca ilegales.
La Academia de Oficiales de la Guardia Civil tiene dos sedes: la de Aranjuez, de 1981, y la de El Escorial, de 1989.
En 1991 se creó el Servicio Marítimo para la vigilancia de las costas españolas y para auxiliar a las personas en el mar.
Un crimen muy mediático tuvo lugar con el secuestro de Àngels Feliu, farmacéutica de Olot, entre 1992 y 1994. En 1999 la Unidad Central Operativa (UCO) de la Guardia Civil detuvo a cuatro personas, entre ellas un policía local, como autores del secuestro.

## sigloXXI
Tras el fin de la banda terrorista ETA, ha continuado su lucha antiterrorista llevando a cabo diversas detenciones de personas vinculadas al yihadismo.
La Guardia Civil llevó a cabo las investigaciones por la malversación de 680 millones de euros con expedientes de regulación de empleo ilegales en la administración andaluza. Por esto fueron juzgados dos expresidentes de la Junta de Andalucía entre 2017 y 2019: Manuel Chaves y José Antonio Griñán.
En 2013 agentes ayudaron a esclarecer el asesinato de la menor Asunta Basterra por parte de sus padres adoptivos en Galicia.
La Guardia Civil logró resolver el crimen de Diana Quer, una joven que desapareció en Puebla del Caramiñal, Galicia, en el verano del 2016. Su cadáver fue hallado 16 meses después en una nave abandonada, donde su asesino, José Enrique Abuín Gey, alias el «Chicle», escondió el cuerpo.
En 2018, en la provincia de Almería, agentes del instituto armado detuvieron a Ana Julia Quezada por el asesinato del menor Gabriel Cruz, encontrando el cuerpo en el maletero de su coche. La autora confesó los hechos.
La Guardia Civil se ha destacado también en su lucha contra el tráfico de hachís en el estrecho de Gibraltar.
En 2018 comenzó a llevarse a cabo la Operación Orión, liderada por la Armada de Colombia, contra el narcotráfico. En 2020 participaron en esta operación 29 países, entre ellos España. En 2020, la Guardia Civil había logrado incautar 11 toneladas de cocaína en el marco de esta operación.

## Virgen del Pilar
En septiembre de 1864 fue destinado al Colegio de Valdemoro su primer capellán castrense, Miguel Moreno Moreno. Este sacerdote organizó la capilla del centro, donde puso la imagen de la Virgen del Pilar e introdujo a los jóvenes alumnos en la devoción y amor a la Virgen. Por disposición recogida en el Boletín Oficial del Cuerpo de 24 de septiembre de 1864, se la nombró patrona de este colegio. Con el tiempo, los guardias procedentes del Colegio fueron extendiendo la devoción a todo el país. El 7 de enero de 1913, el director general Ángel Aznar Butigieg solicitó al rey proclamación de la Virgen del Pilar como patrona de la Guardia Civil. Esto fue aprobado por Real Orden del 8 de febrero de 1913.